# Jorge Oramas
José Jorge Oramas, conocido artísticamente como Jorge Oramas, (Las Palmas de Gran Canaria, 9 de noviembre de 1911-12 de septiembre de 1935) fue un pintor español. Se le considera uno de los artistas más relevantes de la pintura canaria de las vanguardias de los años 20 y años 30 del siglo XX.

## Trayectoria
Oramas quedó huérfano a los pocos años de nacer y fue educado por una tía y su abuela. En 1928 se inició en el oficio de barbero y, en sus ratos libres, pintaba de forma autodidacta. Al año siguiente, en 1929, ingresó en la Escuela de Arte Luján Pérez, donde participó en el movimiento indigenista junto a los artistas Felo Monzón, Plácido Fleitas, Santiago Santana, Juan Ismael, Juan Jaén, Abraham Cárdenes, Jesús Arencibia o Rafael Clarés.
Ese mismo año participó en la primera exposición colectiva realizada por los alumnos de la Escuela de Arte Luján Pérez en el barrio de Triana en Las Palmas de Gran Canaria. La mayoría de sus obras son retratos y representaciones luminosas del paisaje canario.
En 1932, Oramas cayó enfermo de tuberculosis, por lo que se trasladó al Hospital San Martín. Salió del hospital al año siguiente, en 1933, para celebrar su primera exposición individual en el Círculo Mercantil de Las Palmas. Allí presentó treinta y tres de sus cuadros.
En 1934, lo trasladaron al Centro Psiquiátrico de Tafira, donde permaneció hasta su fallecimiento en 1935.

## Reconocimientos
En 2003, el Museo Nacional Centro de Arte Reina Sofía mostró veintinueve de los setenta lienzos creados por Oramas en la exposición titulada José Jorge Oramas: metafísico solar. En 2022, el Museo Carmen Thyssen Málaga realizó una exposición temporal titulada Real(ismos). Nuevas figuraciones en el arte español entre 1918 y 1936  que incluye a Oramas entre artistas como Salvador Dalí, Joan Miró, Pablo Picasso o Maruja Mallo de los que se muestran más de 80 obras de las vanguardias.
Al año siguiente, parte de su obra fue recogida en la muestra Isla de Arte. Una colección para el Museo de Bellas Artes de Gran Canaria organizada por el Cabildo de Gran Canaria, para visibilizar la colección artística de esta entidad entre marzo y julio de 2023. Además, la sala creada en el metaverso de esta exposición utilizó la figura de Oramas como anfitrión y guía del espacio virtual que muestra 23 obras emblemáticas del arte canario del siglo XX.

## Obra
- 1928 – Retrato de joven.[8]
- 1932 – Rocas y pitas.[3]
- 1932 – Dos figuras.[9]
- 1932-1935 – Risco.[10]
- 1932-1935 – El Toril.[11]
- 1932-1935 – Barrio de San Nicolás.[12]
- 1932-1935 – Aguadoras.[13]
- 1932-1935 – Autorretrato.[14]